# Silaus perfoliatus
Silaus perfoliatus är en flockblommig växtart som beskrevs av Pharm. och Carl Friedrich Wilhelm Wehmer. Silaus perfoliatus ingår i släktet Silaus och familjen flockblommiga växter. Inga underarter finns listade i Catalogue of Life.